# Boeing CC-137
Boeing CC-137 Husky je označení pěti transportních letounů Boeing 707-347C používaných Royal Canadian Air Force v letech 1970 až 1997. Typ zajišťoval dálkovou přepravu příslušníků ozbrojených sil, dopravu kanadských ústavních činitelů a tankování paliva za letu stíhačkám CF-116 Freedom Fighter a CF-188 Hornet. V transportní a později i tankovací roli byly tyto stroje nahrazeny typem Airbus CC-150 Polaris.

## Vznik a vývoj
Royal Canadian Air Force v průběhu 60. let 20. století vzneslo požadavek na náhradu svých stárnoucích transportních strojů Canadair CC-106 Yukon a CC-109 Cosmopolitan. Původně byl zvažován Boeing KC-135, jehož flexibilní design mohl sloužit i v tankovací roli, ačkoliv ta původně nebyla požadována.:s.18 I když speciálně zkonstruovaný letoun by mohl požadavky RCAF naplnit lépe, brzy se naskytla příležitost k získání Boeingů 707.:s.18–19

## Operační historie

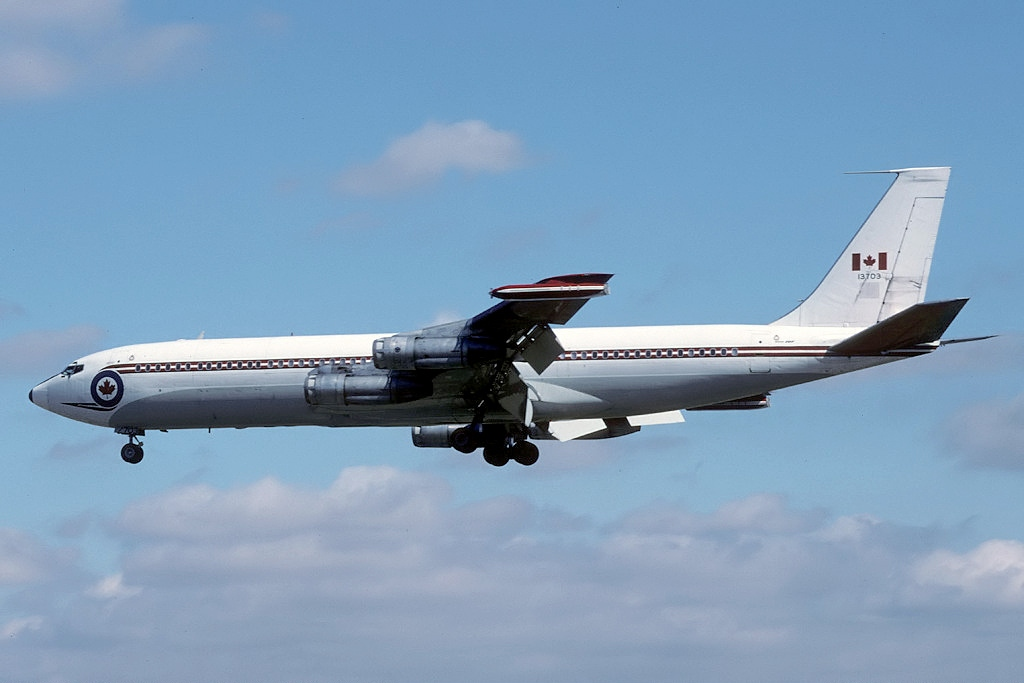
Kanadský CC-137 upravený jako tankovací, 1994

Kanada v letech 1970–71 zakoupila postupně pět Boeingů 707-347C, výrobních čísel 20315–20319,:s.454 které nahradily letouny Canadair CC-106 Yukon v dálkové transportní roli a CC-109 Cosmopolitan jako stroj pro přepravu na kratší vzdálenosti nebo transport významných činitelů. První čtyři stroje pocházely ze zrušené zakázky Western Airlines, pátý byl zakoupen separátně o rok později. Pro uspokojení potřeby kanadských ozbrojených sil po typu schopném doplňovat palivo za letu byly v roce 1972 zakoupeny dvě sady vybavení od společnosti Beechcraft, užívající metodu pružné hadice, které byly průběžně přesouvány mezi jednotlivými CC-137, aby bylo dosaženo rovnoměrného opotřebení draků všech užívaných strojů.
Kanadské CC-137 celkem nalétaly 191 154 hodin, a z transportní služby byly vyřazeny až roku 1995, a dva poslední stroje pokračovaly ve službě jako tankovací až do roku 1997.:s.23
Po vyřazení ze služby v Kanadě byla většina jejích bývalých strojů převzata United States Air Force a zařazena do programu Northrop Grumman E-8 Joint STARS, buď jako zdroj náhradních dílů, anebo konvertována na standard verze E-8C.

## Specifikace
Údaje podle:s.26

### Technické údaje
- Osádka: 3
- Kapacita: 170 cestujících nebo 41 000 kg (90 000 liber) nákladu
- Délka: 46,61 m (152 stop a 11 palců)
- Rozpětí: 44,42 m (145 stop a 9 palců)
- Nosná plocha: 280 m² (3 010 čtverečních stop)
- Výška: 12,93 m (42 stop a 5 palců)
- Prázdná hmotnost: 63 569 kg (140 000 liber)
- Maximální vzletová hmotnost: 148 000 kg (327 000 liber)
- Pohonná jednotka: 4 × dvouproudový motor Pratt & Whitney JT3D-7
- Tah pohonné jednotky: 87,6 kN (19 700 lbf) každý

### Výkony
- Cestovní rychlost: 994 km/h (537 uzlů, 618 mph)
- Dolet: 12 290 km (6 636 nm, 7 638 mil)
- Praktický dostup: 12 000 m (39 000 stop)